# Léonie Kayo
Léonie Kayo est une entrepreneure d'origine camerounaise.
Elle est connue pour ses activités dans le mécénat culturel et sa marque de vêtements.

## Biographie

### Enfance, éducation et débuts
Léonie Kayo est la petite fille de l'homme d'affaires et industriel camerounais Elie Kayo. Elle grandit à Douala.

### Carrière
Léonie Kayo se fait connaitre en Allemagne dans les milieux des afro-descendants. Elle participe aux événements culturels africains et de ses diasporas,,.
Elle est fondatrice et présidente de plusieurs entreprises du Group Kayo Élie, dont Kayo Events, Kayo Élie TV & Kayo Élie Prod, et de la marque LK.
Elle se lance dans l'entrepreneuriat en créant la marque de ballerines LK. Elle décline cette marque sur des vêtements et habille des acteurs de série télévisée au Cameroun.

## Œuvres
Léonie Kayo est active dans divers milieux associatifs. Notamment au sein de l'association Mafongo Humanity, association initiée par des proches de la famille Kayo.